# 钦民族军
钦民族军（縮寫 CNA）是缅甸的一支钦族地方武装部队。是钦民族阵线的武装部队，于1988年3月20日成立。2012年1月6日，钦民族军与缅甸政府签署了停火协议。
钦民族军是民族联合联邦委员会（UNFC）的成员。UNFC是一个反对派团体的联盟，其目标是在缅甸建立联邦制度，或实现该国各少数民族的自治与和平。
2023年1月10日，印度米佐拉姆邦境内的一个钦民族军据点遭到了缅甸空军战斗机的空袭，11日，该据点又遭到缅甸空军越境空袭。缅甸的轟炸造成至少7人死亡。